# Istituto Demidoff

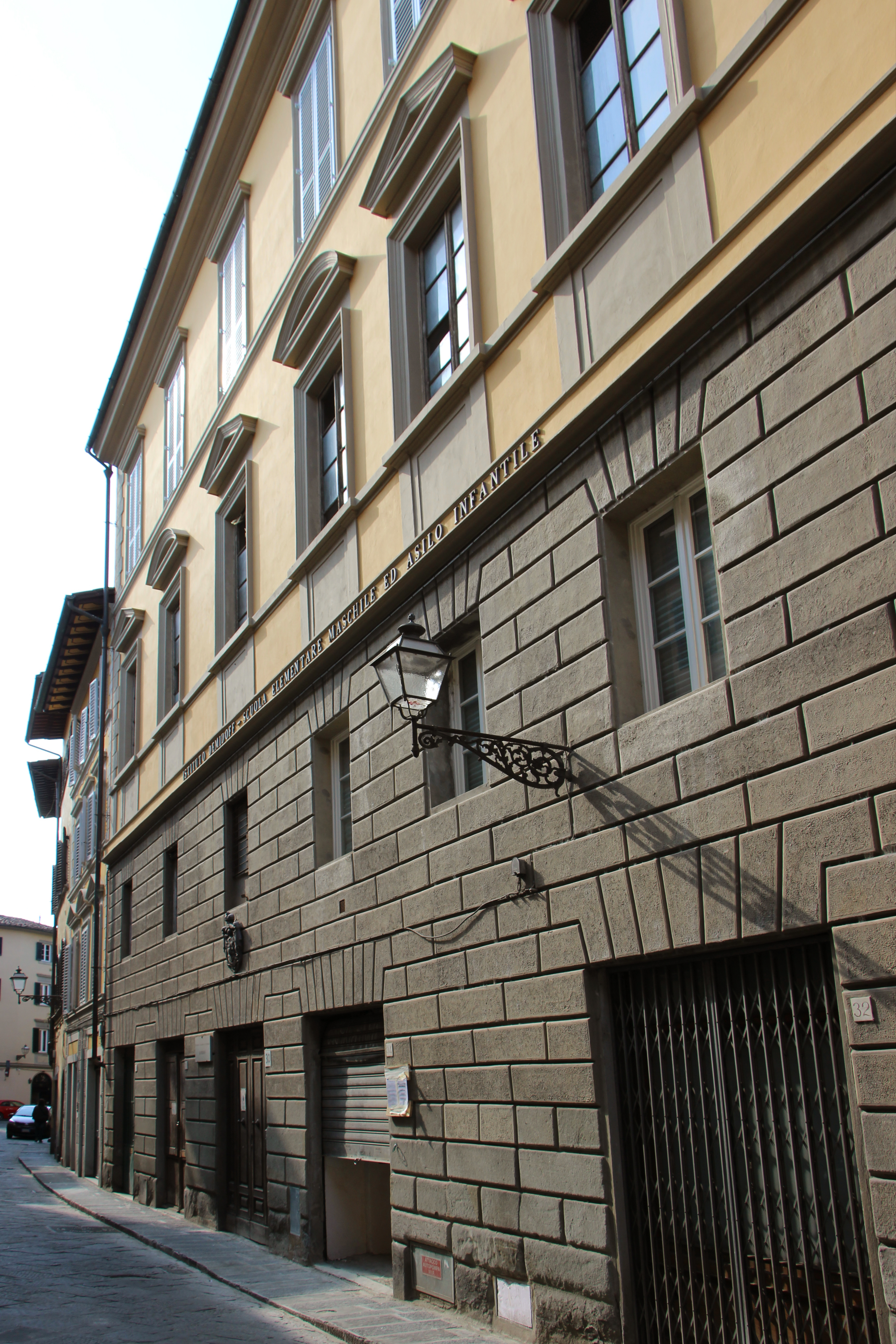
Ex-Istituto Demidoff

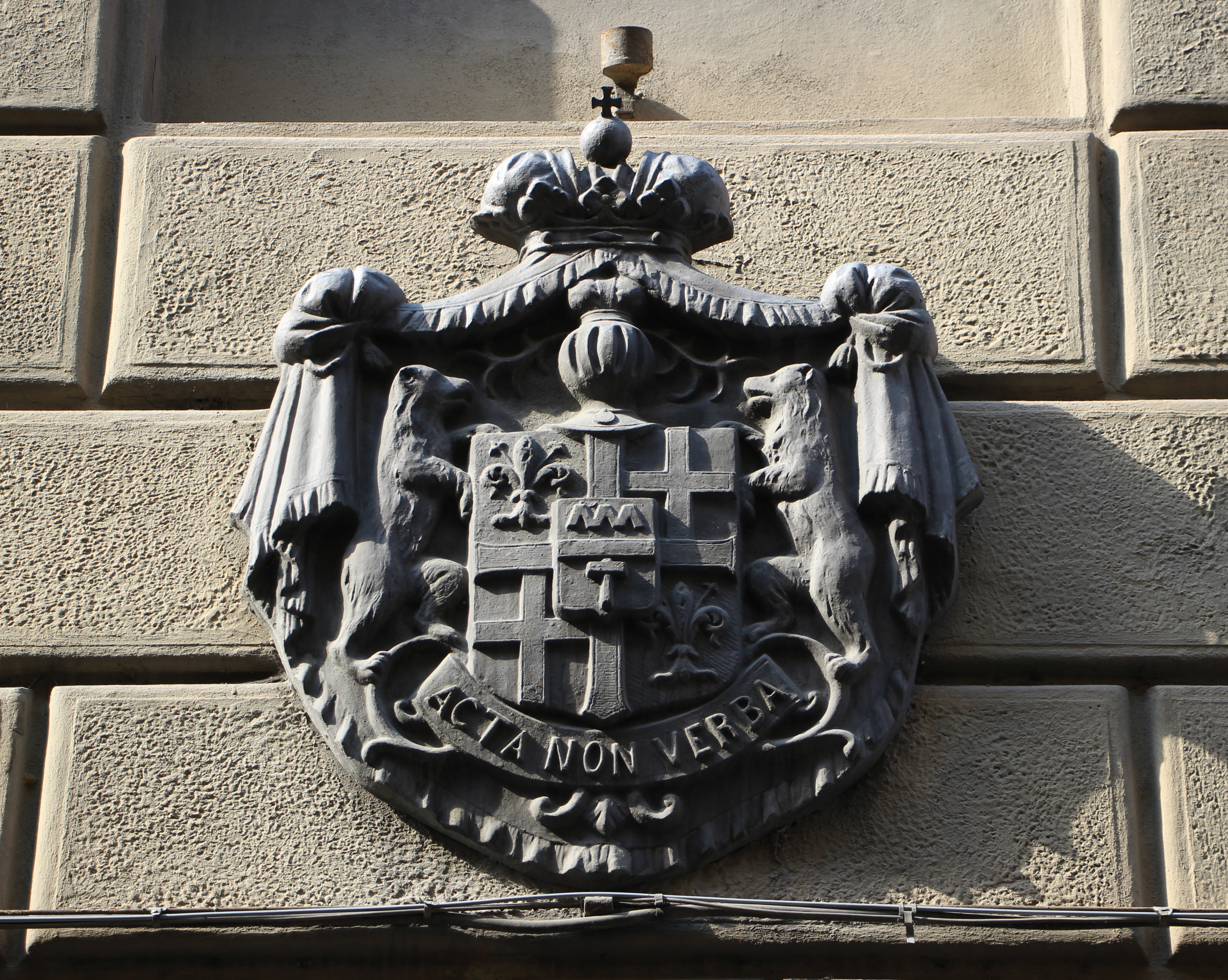
Stemma Demidoff

L'Istituto Demidoff è stato una scuola di Firenze, situata in via San Niccolò 30. 

## Storia e descrizione
L'edificio prospetta sulla strada con un fronte che si estende per sette assi organizzati su tre piani. Pur non presentando caratteri architettonici di rilievo (si tratta in buona sostanza di una facciata ottocentesca ispirata a modelli rinascimentali oramai diventati di maniera e qui oltremodo semplificati), l'edificio si pone come uno dei luoghi della memoria storica della zona, nel suo documentare uno dei più significativi interventi filantropici della famiglia Demidoff a favore del rione, con la creazione di un asilo e di una scuola per i bambini poveri di ambo i sessi. 
Più in particolare l'Istituto, fondato nel 1828, si deve all'impegno di Nicola Demidoff e dei suoi eredi che, con l'intento di creare una scuola elementare gratuita originariamente solo maschile, acquistarono e donarono per questo scopo due distinti edifici resi comunicanti tra loro, uno con ingresso da via del Giardino Serristori, l'altro da via San Niccolò. In quest'ultimo, al secondo piano, si trovava il grande salone dov'era la scuola e l'abitazione del maestro. Nel 1837, su sollecitazione di Carlo Torrigiani, la porzione prospiciente via del Giardino Serristori fu ristrutturata per sistemarvi i locali dell'asilo (inaugurato lo stesso anno) e creare un cortile per la ricreazione. Nel 1842 la struttura venne poi dotata di un piccolo museo di fisica e storia naturale. "In un libretto commemorativo sulle istituzioni Demidoff del 1848 si riporta la planimetria dell'asilo, fatto inconsueto nelle pubblicazioni di allora, il che sta a denotare quale certa cura era stata posta nella scelta e nella disposizione dei locali. Non che si fosse costruito tutto ex novo ma certamente si cercò di adattare i locali secondo quanto era stato visto in uso in quei progrediti paesi stranieri, che il Soprintendente marchese Carlo Torrigiani aveva visitato nel 1842 in un apposito viaggio durato sei mesi". 
Negli anni 1850 furono acquistati e ristrutturati altri immobili per ingrandire la struttura, che infine venne dotata del nuovo fronte su via San Niccolò, da datarsi attorno al 1857. Dal 1870 l'istituto si trasformò, sulla base di quanto predisposto dallo stesso principe Anatolio Demidoff, in ente morale, continuando a crescere e parallelamente ad acquisire case confinanti almeno fino al 1884. 
Nel 1989 venne dato l'avvio a un ulteriore progetto di trasformazione dell'istituto in struttura cittadina per i servizi sociali essendo oramai venuta meno la necessità di mantenere l'originaria funzione educativa. A questa scelta seguirono nel 1991 importanti lavori di restauro e di adeguamento funzionale. Divenuto successivamente centro diurno per anziani, fu dall'Azienda di Servizi alla Persona di Montedomini messo in vendita nel 2014, e - dopo una trattativa nel 2016 con la Amarante Capital Partners srl - venduto nel 2017 alla BI Consulting srl per essere trasformato in alloggi di lusso. 
A seguito della cessione, tra lo stesso 2017 e il 2018, il complesso è stato interessato da un esteso cantiere che è tornato a intervenire sulla facciata conferendole una nuova tinteggiatura. Sull'anonimo portone di accesso è uno scudo in ghisa con l'arme della famiglia Demidoff e il motto Acta non Verba'. Sulla cornice marcapiano che corre poco sopra è l'iscrizione a lettere capitali: «Istituto Demidoff - Scuola Elementare ed Asilo Infantile». Segnalato nel repertorio di Bargellini e Guarnieri (1977) come in deplorevoli condizioni di conservazione, l'insieme si presenta oggi decorosamente restaurato proprio in virtù degli interventi del 1991 e del recente cantiere del 2018. Da segnalare come il precario stato degli intonaci su via San Niccolò avesse al tempo messo in luce sulla facciata due archi ogivali in pietra, a documentare il sottostante tessuto murario medievale. 
Negli spazi interni si segnala l'ambiente della farmacia, da tempo non più attiva, fondata nella seconda metà dell'Ottocento, che ancora conserva l'arredo originario in stile neogotico. Al centro della stanza si trova un banco dedicato alle lavorazioni. Ai lati eleganti armadi con vetrine che conservano vasi da farmacia in porcellana, prevalentemente realizzati dalla manifattura Ginori, e contenitori in vetro di produzione toscana, come bottiglie, vasi, imbuti, bicchieri, alambicchi e flaconi. La collezione comprende anche una bilancia e mortai in vetro e porcellana.